# Турате
Турате (итал. Turate) — коммуна в Италии, располагается в регионе Ломбардия, подчиняется административному центру Комо.
Население составляет 8328 человек (на 2004 г.), плотность населения составляет 785 чел./км². Занимает площадь 10 км². Почтовый индекс — 20078. Телефонный код — 02.
Покровителями коммуны почитаются святые апостолы Пётр и Павел, празднование 29 июня. 